# Zee Cine Award/Beste Nebendarstellerin
Der Zee Cine Award Best Actor in a Supporting Role - Female (beste Nebendarstellerin) ist eine Kategorie des indischen Filmpreises Zee Cine Award.
Der Zee Cine Award Best Actor in a Supporting Role - Female wird von der Jury gewählt. Der Gewinner wird in der Verleihung bekannt gemacht. Die Verleihung findet jedes Jahr im März statt.
Sushmita Sen und Divya Dutta haben diesen Preis jeweils zweimal gewonnen. 
Liste der Gewinner:
| Jahr | Schauspielerin     | Film                        | Deutscher Titel                                      |
| ---- | ------------------ | --------------------------- | ---------------------------------------------------- |
| 1998 | Karisma Kapoor     | Dil To Pagal Hai            | Dil To Pagal Hai – Mein Herz spielt verrückt         |
| 1999 | Rani Mukerji       | Kuch Kuch Hota Hai          | Kuch Kuch Hota Hai – Und ganz plötzlich ist es Liebe |
| 2000 | Sushmita Sen       | Biwi No. 1                  | —                                                    |
| 2001 | Jaya Bachchan      | Fiza                        | —                                                    |
| 2002 | Madhuri Dixit      | Lajja                       | Lajja – Schande                                      |
| 2003 | Sushmita Sen       | Filhaal...                  | —                                                    |
| 2004 | Shabana Azmi       | Tehzeeb                     | —                                                    |
| 2005 | Divya Dutta        | Veer-Zaara                  | Veer und Zaara – Die Legende einer Liebe             |
| 2006 | Ayesha Kapoor      | Black                       | —                                                    |
| 2007 | Konkona Sen Sharma | Omkara                      | —                                                    |
| 2008 | Shilpa Shetty      | Life in a Metro             | Metro: Die Liebe kommt nie zu spät                   |
| 2009 | keine Verleihung   |                             |                                                      |
| 2010 | keine Verleihung   |                             |                                                      |
| 2011 | Prachi Desai       | Once Upon A Time In Mumbaai | —                                                    |
| 2012 | Swara Bhaskar      | Tanu Weds Manu              | Tanu und Manu trauen sich                            |
| 2013 | Anushka Sharma     | Jab Tak Hai Jaan            | Solang ich lebe – Jab Tak Hai Jaan                   |
| 2014 | Divya Dutta        | Bhaag Milkha Bhaag          | —                                                    |